# Лебедева, Вера Павловна
Лебедева, Вера Павловна (18.09.1881, Нижний Новгород — 10.12.1968, Москва) — деятель советского здравоохранения, первый организатор и руководитель дела охраны материнства и младенчества в СССР. Доктор медицинских наук (1935).

## Биография
В революционном движении с 1896 года.
Член ВКП(б) с 1907 года. Активная участница трёх революций в России.
В 1910 году закончила Петербургский Женский медицинский институт.
Работала земским участковым врачом во Владимирской губернии.
С 1912 по 1917 — вместе с мужем в эмиграции. Работала в Женеве в университетской гинекологической клинике профессора Бейтнера в качестве интерна.
Там у них рождается дочь Нина.
В 1917 году Лебедевы вернулись в Россию.
Вера Павловна вела партийную и культурно-просветительскую работу в Петрограде.
В 1918—1929 — заведующая отделом охраны материнства и младенчества Наркомздрава РСФСР. Эту работу она первая ставила, развертывала и укрепляла в течение 12 лет, создавая теоретическую, научную, практическую и материальную базу. Поставила её на видное место в партийном, общественном и научно-практическом отношении.
Лебедева Вера Павловна была ярым сторонником абортов по социальным показаниям, под её редакцией вышла книга А Б. Геса АБОРТ В ДЕРЕВНЕ, в которой всесторонне доказывается обоснованность и допустимость абортов по социальным показаниям.
Инициатор и создатель Института охраны материнства и младенчества (1922), руководитель кафедры социальной гигиены матери и ребёнка при нём (1924—1930).
Ответственный редактор журнала «Охрана материнства и младенчества».
Редактор «Журнала по изучению раннего детского возраста».
Редактор журнала «Гинекология и акушерство».
Вера Павловна Лебедева участвовала в организации первых Всероссийских и Всесоюзных съездов по охране материнства и младенчества.

Выступая на III Всесоюзном съезде по охране материнства и детства, В. П. Лебедева говорила:
Не история подарила нам охрану материнства и детства, а мы выносили её кровью своего сердца и соками своих нервов, мы, действительно, на голой земле и на грязи вырастили нашу охрану материнства и младенчества. Мы при нашей общей нищете, при почти полном отсутствии культурных работников справились с детской смертностью, и она понизилась почти вдвое.

В 1929 году читала иностранным врачам в Москве курс охраны материнства и младенчества (лекции изданы на нем., франц. и англ. языках).
1930—1934 — заместитель Наркома социального обеспечения РСФСР.
1934—38 — заместитель главного государственного санинспектора Наркомздрава РСФСР.
1938—1959 — Директор Центрального института усовершенствования врачей.
из воспоминаний сотрудника института С. Э. Шноля:

Она сохранила с революционных лет особый, истинно товарищеский стиль общения. Людям уважаемым она доверительно говорила «ты». Людям официальным и не очень уважаемым «Вы». Это была низенькая очень пожилая женщина совершенно непрофессорского вида. Похожа на неё была и её многолетняя секретарша Анастасия Матвеевна (?) — также невысокая старушка. Вера Павловна умело и с большим тактом управляла сложным коллективом профессоров ЦИУ. По специфике медицины — врачи-профессора должны быть величественны и авторитетны. Когда в больничную палату входит профессор — за ним движется свита доцентов, ординаторов и лишь в самом конце — лечащий врач — больные ждут откровений и излечения. Даже простое высказывание Профессора воспринимается при этом как проявление мудрости. Управлять столь маститыми подданными было нелегко. Вера Павловна это умела.

вспоминает дочь С. П. Королёва, доктор медицинских наук, профессор Наталия Сергеевна Королёва:

Когда отец был арестован, у нас конфисковали одну из двух комнат. В неё вселили милиционера с семьей. Получилась коммуналка. Хуже всего, конечно, было в то время моей маме. Она считалась женой арестованного врага народа. Мама была очень красивая, прекрасный врач и замечательный человек. Её все на работе любили, но теперь многие стали бояться с ней общаться. Вскоре её вызвали в кабинет главного врача. Там сидела директор Института усовершенствования врачей Вера Павловна Лебедева. «Мы посовещались, — сказала она, — и предлагаем вам место ассистента кафедры». До этого мама работала экстерном, внештатно. Это предложение было для мамы большой моральной поддержкой. Ведь многие люди, которые считались её друзьями, переходили на другую сторону улицы, когда она шла. Она это остро ощущала и переживала.

## Награды
Награждена 3 Орденами Ленина, Орденом Трудового Красного Знамени и медалями.

## Труды
- состояла соредактором отделов акушерства, гинекологии, педиатрии, охраны материнства и младенчества в БМЭ.
- Лебедева В. П. «Охрана материнства и младенчества и охрана женского труда» — М., 1922
- Лебедева В. П. «Пройденные этапы: статьи и речи.» — М., 1927. — 214 с.
- Лебедева В. П. «Некоторые итоги» — М., 1927 (переведена на нем., франц. и англ. языки)
- Лебедева В. П., Семашко Н. А. «Работница и крестьянка, береги здоровье». — М.—Л., 1928.
- Лебедева В. П. «Охрана материнства и младенчества в колхозах и совхозах» — М.— Л., 1930.
- Лебедева В. П. «Что такое социальное обеспечение и как его осуществлять». — М.— Л., 1930.
- Лебедева В. П. «Вопросы методики усовершенствования врачей». — М., 1951.
- ряд статей по научным и организационным вопросам охраны материнства и младенчества в различных журналах и сборниках.
- Была редактором сборников: «Книга матери (Как вырастить здорового и крепкого ребенка и сохранить своё здоровье): Альбом научно-показательной вы ставки по охране материнства и младенчества в Москве». — М., 1926.

Умерла 10 декабря 1968 года в Москве. Похоронена рядом с мужем на Новодевичьем кладбище.

## Семья
Супруг
Лебедев-Полянский, Павел Иванович (1881—1948) — советский критик, литературовед, академик АН СССР.
Дети:
- Лебедев Борис Павлович (1908—?)
- Лебедева Нина Павловна (1914—1990) — переводчик, работник Союза кинематографистов.

## Интересные факты
Незадолго до смерти Вера Павловна передала в дар собранию Владимиро-Суздальского музея-заповедника пресс для бумаг (Франция. Хрустальный завод Сен-Луи. 1845—1860 гг,) из коллекции мемориальных вещей своего супруга Павла Ивановича Лебедева-Полянского.